# Morrill (Maine)
Morrill es un pueblo ubicado en el condado de Waldo en el estado estadounidense de Maine. En el Censo de 2010 tenía una población de 884 habitantes y una densidad poblacional de 20,01 personas por km².

## Geografía
Morrill se encuentra ubicado en las coordenadas 44°25′42″N 69°10′11″O / 44.42833, -69.16972. Según la Oficina del Censo de los Estados Unidos, Morrill tiene una superficie total de 44.18 km², de la cual 42.9 km² corresponden a tierra firme y (2.89%) 1.28 km² es agua.

## Demografía
Según el censo de 2010, había 884 personas residiendo en Morrill. La densidad de población era de 20,01 hab./km². De los 884 habitantes, Morrill estaba compuesto por el 96.27% blancos, el 0.23% eran afroamericanos, el 1.13% eran amerindios, el 0.11% eran asiáticos, el 0% eran isleños del Pacífico, el 0.79% eran de otras razas y el 1.47% pertenecían a dos o más razas. Del total de la población el 1.81% eran hispanos o latinos de cualquier raza.